# Arroyo Tapebicuá
El arroyo Tapebicuá es un curso de agua de la provincia de Corrientes, Argentina que desagua en el río Uruguay.
El mismo nace en el bañado del mismo nombre, y recibe como afluentes a los arroyos Baez, Misericordia y Ombú, que desaguan los bañados homónimos. Su cuenca se encuentra íntegramente en el departamento de Paso de los Libres. Desemboca en el río Uruguay cerca de la localidad de Tapebicuá.
- Datos: Q5705962